# Деймон Ділетті
Деймон Ділетті (англ. Damon Diletti, 1 травня 1971) — австралійський хокеїст на траві.
Срібний призер Олімпійських Ігор 1992 року, бронзовий призер 1996, 2000 років.
Переможець Ігор Співдружності 1998 року.
Переможець Трофею чемпіонів 1999 року.